# Lecteria (Psaronius) fuscipennis
Lecteria (Psaronius) fuscipennis is een tweevleugelige uit de familie steltmuggen (Limoniidae). De soort komt voor in het Neotropisch gebied.